# 황제궁정

아헨 궁정의 조감도.

황제궁정(독일어: Kaiserpfalz 카이저팔츠[ˈkaɪzɐˌpfalts][*]) 또는 왕궁정(독일어: Königspfalz 쾨니히스팔츠[ˈkøːnɪçsˌpfalts][*])은 중세 전기 및 중세 성기의 신성로마제국에서 신성로마황제의 일시적 거주지이자 정무집행장소 역할을 했던 성관이나 궁전들을 일컫는 말이다. 중세 전-성기 신성로마제국에는 수도가 따로 없었고, 황제가 여러 궁정들을 오가며 지냈다.

## 같이 보기
- 궁전